# Бузаково (Вологодский район)
Бузаково — деревня в Вологодском районе Вологодской области.
Входит в состав Кубенского сельского поселения, с точки зрения административно-территориального деления — в Кубенский сельсовет.
Расстояние по автодороге до районного центра Вологды — 38,5 км, до центра муниципального образования Кубенского — 8,5 км. Ближайшие населённые пункты — Елизарово, Патрино, Мартьяново.
По данным переписи в 2002 году постоянного населения не было.